# Carol Moseley Braun
Carol Elizabeth Moseley Braun (Chicago, 16 agosto 1947) è una politica e diplomatica statunitense, ambasciatrice degli Stati Uniti d'America in Nuova Zelanda dal 1999 al 2001 nell'amministrazione Clinton ed in precedenza senatrice per lo stato dell'Illinois dal 1993 al 1999. Moseley Braun è stata la prima donna afroamericana a diventare senatrice e la prima afroamericana in rappresentanza dello stato dell'Illinois.

## Biografia
Nata in una famiglia benestante di estrazione borghese (il padre Joseph era un agente di polizia ed un musicista mentre la madre Edna svolgeva la professione di tecnico ospedaliero), frequentò la scuola pubblica e si laureò in legge all'università dell'Illinois nel 1969 ed in quella di Chicago nel 1972.
Nel 1973 si sposò con Michael Braun (col quale avrà un figlio ma dal quale si separerà nel 1988) e nello stesso anno lavorò come avvocato di Stato presso il ministero della giustizia, incarico che tenne fino al 1977. Dopo aver aperto uno studio legale tutto suo, cominciò la sua carriera politica all'interno del Partito Democratico e fu per dieci anni (1978-1988) deputato presso la Camera dello Stato dell'Illinois.
Vice leader della maggioranza democratica nel suo stato ed in seguito cancelliere capo nella Contea di Cook dal 1989 al 1992, Carol Moseley Braun fu eletta nel Senato (prima donna di colore a riuscirci) nel 1992 e vi rimase fino al 1998, anno in cui fallì la rielezione. Nello stesso periodo Bill Clinton la nominò consulente per il ministero dell'educazione ed in seguito ambasciatrice in varie nazioni oceaniane, tra cui la Nuova Zelanda.
Lontana dalla politica attiva per molti anni, nel febbraio del 2003 annunciò a sorpresa la sua candidatura alle primarie democratiche del 2004 che avrebbero dovuto decidere il candidato presidente da contrapporre a George W. Bush: dopo i primi risultati deludenti, tuttavia, la Braun si ritirò dalla tornata elettorale dichiarando il suo sostegno ad Howard Dean.